# 河北郡
- 令制国一覧 > 北陸道 > 加賀国 > 河北郡
- 日本 > 中部地方 > 石川県 > 河北郡

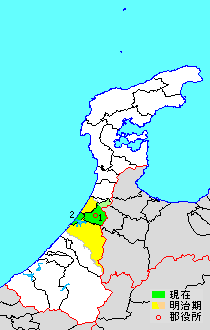
石川県河北郡の範囲（1.津幡町 2.内灘町 薄緑：後に他郡から編入した区域）

河北郡（かほくぐん）は、石川県（加賀国）の郡。ここでは前身にあたる加賀郡（かがぐん）についても記述する。
人口62,587人、面積130.92km²、人口密度478人/km²。（2025年3月1日、推計人口）
以下の2町を含む。
- 津幡町（つばたまち）
- 内灘町（うちなだまち）

## 郡域
1878年（明治11年）に行政区画として発足した当時の郡域は、下記の区域にあたる。
- かほく市の大部分（箕打・元女・黒川・瀬戸町・八野・野寺・夏栗・二ツ屋・中沼と学園台の一部を除く）
- 金沢市の一部（金沢区に属した区域を除く、概ね浅野川以北）
- 内灘町
- 津幡町の大部分（牛首・瓜生・上河合・下河合・上大田を除く）

## 歴史

### 古代から近世まで
当初は加賀郡（かがぐん）を称した。史書において「加賀郡」の名称が確認できるのは、731年（天平3年）の「天平二年越前国正税帳」が最古である。律令制により郡制が行われる以前では、「国造本紀」に「加我国造（かがのくにのみやつこ）」が越前国に属したとの記述があり、また平城京跡からは「越前国香々郡」と記された木簡も発見されている。「かが」の名称は柳田國男が「地名の研究」で芝原という地形からきているとしているが、異論もある。
弘仁14年3月1日（823年4月3日）、江沼郡と共に分国され加賀国となった。当時は手取川以北かつ大海川以南の地域であったが、同年6月4日（7月3日）に、加賀郡の浅野川以南を石川郡として分置した。室町時代頃から河北郡の名前が使われはじめた。
寛文11年5月4日（1671年6月10日）、河北郡は加賀郡と改称されたが、元禄13年8月21日（1700年9月23日）、河北郡に戻された。

### 近代以降の沿革
- 明治初年時点で、全域が加賀藩領であった。「旧高旧領取調帳データベース」に記載されている明治初年時点での村は以下の通り[注釈 1]。《　》は同データベースでは左記の村に含まれていると見られる。下記のほか金沢城下の一部が本郡に所属。（266村）[注釈 2]

浅野村、《浅野中島村、乙丸村》、大衆免村、《神宮寺村》、磯部村、《沖村》、松寺村、《寺町村》、東蚊爪村、大浦村、《千田村》、千木村、《今村》、福久村、田中村、高柳村、三池村、卯辰村、下荒屋村、袋村、打尾谷村、《谷口村、木目谷村》、上田上村、下田上村、炭釜村、七黒村、倉見村、富田村、彦太郎畠村、朝日畑村、田屋村、大坪村、南横根村、上野村、岩崎村、鳥越村、常徳村、《琴村》、莇谷村、北村（現・津幡町）、原村、鳥屋尾村、笠池原村、上藤又村、大窪村、材木村、《琴坂村》、相窪村、中村（現・金沢市）、滝下松根村、《北千石村》、坂戸村、越中坂村、刈安村、九折村、別所村、竹橋村、倶利迦羅村、《森村（現・津幡町）》、荒屋村（現・津幡町）、小坂村、神谷内村、柳橋村、《法光寺村》、吉原村、塚崎村、《月浦村》、福畠村、《四王寺村、小野村》、切山村、不動寺村、《河原市村》、薬師村、涌波村、《下涌波村》、深谷村、金市新保村、《横枕村》、荒屋村（現・金沢市）、牧村（現・金沢市牧町）、《小二又村》、堅田村、《岩出村》、百坂村、宮保村、疋田村、鳴瀬村、《梨木村》、宮野村、《高坂村、正部谷村》、清水谷村、弥勒縄手村、釣部村、古屋谷村、山上村、長屋村、《夕日寺村》、御所村、談議所村、伝燈寺村、月影村、《四坊村》、梅田村、今町村、北森下村、観法寺村、地代村、《四坊高坂村》、小池村、《鞁筒村》、千杉村、牧村（現・金沢市朝日牧町）、今泉村、《土子原村》、俵原村、《榎尾村》、南千谷村、《中尾村、上平村》、忠縄村、八田村、南森下村、大場村、才田村、朝日村、《向山村》、木越村、二日市村、《八幡村、岸川村》、俵等村、《小豆沢村》、田島村、南原村、《戸室清水村》、曲子原村、《堀切村》、北袋村、東市瀬村、不室村、《柚木村》、車村、《牧山村》、新保村、横谷村、古郷寺村、《町村》、野村、《納年村、直江野村》、若松村、《鈴見村》、銚子口村、清水村、北方村、《小嶺村》、栃尾村、《折谷村》、平下村、《上山村》、湯谷原村、小菱池村、《大菱池村》、板ヶ谷村、《石黒又村》、小原村、《魚帰村》、中山村（現・津幡町）、《角間村》、戸室別所村、竹又村、荒山村、朝加屋村、《藤六村》、平等村、松根村、二俣村、大熊村、市谷村、吉倉村、八ノ谷村、池ヶ原村、小熊村、興津村、菩提寺村、種村、中山村（現・かほく市）、多田村、気屋村、上山田村、《下山田村》、上矢田村、《下矢田村》、御門村、鉢伏村、鉢伏新村、森村（現・かほく市）、宇気村、《宇野気新村》、横山村、谷村、上田名村、笠島村、《笠島新村》、余地村、若緑村、内高松村、利屋町村、南中条村、津幡村、《加賀爪村、庄村》、浅谷村、《浅野深谷村》、谷内村、井野河内村、五反田村、加茂村、杉瀬村、舟橋村、狩鹿野村、中橋村、浅田村、中須加村、川尻村、太田村、潟端新村、領家村、能瀬村、北中条村、《横浜村》、指江村、高松村、《高松新村》、七野村、内日角村、河内村、明神谷内村、仮生村、下藤又村、北横根村、中村（現・津幡町）、宮田村、蓮花寺村、籠月村、大畠村、東原脇原村、市瀬村、向粟崎村、大根布村、宮坂村、黒津船地内、荒屋村（現・内灘町）、室村、大崎村、外日角村、白尾村、木津村、松浜村、遠塚村、北村（現・かほく市）、秋浜村
- 明治2年6月17日（1869年7月25日） - 版籍奉還により加賀藩（通称）の正式名称が金沢藩となる。
- 明治4年7月14日（1871年8月29日） - 廃藩置県により金沢県の管轄となる。
- 明治5年2月2日（1872年3月10日） - 金沢県が改称して石川県となる。
- 明治5年（1872年） - 鉢伏新村・笠島新村が合併して七窪村となる。（265村）
- 明治初年から10年代にかけて、下記の同名村の改称が行われる[注釈 6]。
  - 2ヶ所ずつ存在した北村、中村が、それぞれ浜北村（現・かほく市）、山北村（現・津幡町）、上中村（現・金沢市）、下中村（現・津幡町）に改称。
  - 3ヶ所存在した、新保荒屋村（現・金沢市）、下中村（現・津幡町）、東荒屋村（現・津幡町）、西荒屋村（現・内灘町）に改称。
  - 森村（現・津幡町）が山森村に、中山村（現・津幡町）が戸室中山村にそれぞれ改称。
- 明治11年（1878年）12月17日 - 郡区町村編制法の石川県での施行により、行政区画としての河北郡が発足。郡役所を南森下村に設置。金沢城下各町[注釈 7]は金沢区となり、郡より離脱。

### 町村制以降の沿革
- 明治22年（1889年）4月1日 - 町村制の施行により、以下の町村が発足。特記以外は現・金沢市。郡役所の所在地が森本村となる。（1町33村）

- 津幡町 ← 津幡村、清水村、加賀爪村、庄村（現・津幡町）
- 中条村 ← 太田村、南中条村、北中条村、浅田村、潟端新村（現・津幡町）
- 小金村 ← 小二又村、伝燈寺村、夕日寺村、神宮寺村、談議所村、牧村、長屋村、御所村、小坂村、三池村、山上村、卯辰村
- 坂井村 ← 神谷内村、柳橋村、横枕村、法光寺村、百坂村、金市新保村、新保荒屋村、福久村
- 中口村 ← 大衆免村、浅野村、浅野中島村、乙丸村、高柳村、田中村
- 金川村 ← 宮保村、疋田村、今村、千木村、千田村
- 井上村 ← 横浜村、中須加村、五反田村、中橋村、川尻村（現・津幡町）
- 内灘村 ← 向粟崎村、大根布村、宮坂村、黒津船地内、西荒屋村、室村（現・内灘町）
- 大場村（単独村制）
- 八田村（単独村制）
- 川筋村 ← 沖村、磯部村、松寺村、寺町村
- 河崎村 ← 大浦村、東蚊爪村
- 木越村（単独村制）
- 花園村 ← 今町村、月影村、八幡村、二日市村、岸川村、利屋町村
- 田近村 ← 滝下松根村、中尾村、上平村、琴村、琴坂村、北千石村、南千石村、今泉村、朝日牧村、朝日村、向山村、俵原村、榎尾村、千杉村、地代村、鞁筒村、四坊高坂村、四坊村、浅野深谷村、浅谷村
- 崎田村 ← 才田村、忠縄村
- 倶利伽羅村 ← 竹橋村、原村、富田村、刈安村、越中坂村、坂戸村、上野村、河内村、九折村、倶利迦羅村、山森村（現・津幡町）
- 萩坂村 ← 明神谷内村、井野河内村、東荒屋村、大坪村、七野村、別所村、仮生村、材木村、下藤又村、朝日畑村、相窪村、常徳村、北横根村、下中村、上藤又村、大窪村、南横根村（現・津幡町）
- 笠井村 ← 杉瀬村、倉見村、七黒村、岩崎村、田屋村、鳥越村、宮田村（現・津幡町）
- 笠野村 ← 吉倉村、山北村、蓮花寺村、鳥屋尾村、籠月村、大畠村、莇谷村、笠池原村、彦太郎畠村、市谷村、八ノ谷村（現・津幡町）
- 金浦村 ← 折谷村、小原村、魚帰村、大菱池村、小菱池村、湯谷原村、小豆沢村、戸室別所村、新保村、俵等村、戸室中山村、上田上村、下田上村、角間村、若松村、鈴見村
- 湯ノ谷村 ← 横谷村、板ヶ谷村、石黒又村、古郷寺村、栃尾村、町村、平下村、上山村、北袋村、東市瀬村、藤六村、朝加屋村、下荒屋村、袋村、野村、上中村、銚子口村、谷口村、打尾谷村、木目谷村、炭釜村、平等村
- 医王山村 ← 二俣村、荒山村、田島村、戸室清水村、南原村
- 東英村 ← 舟橋村、加茂村、谷内村、能瀬村、領家村（現・津幡町）
- 種谷村 ← 御門村、下矢田村、上矢田村、中山村、種村、小熊村、大熊村、池ヶ原村、興津村、菩提寺村（現・津幡町）
- 西英村 ← 指江村、狩鹿野村、上山田村、下山田村、気屋村、多田村（現・かほく市）
- 金津村 ← 森村、鉢伏村、宇気村、七窪村、宇野気新村、内日角村、大崎村（現・かほく市）
- 高松村 ← 高松村、内高松村、高松新村（現・かほく市）
- 金津谷村 ← 横山村、谷村、笠島村、上田名村、余地村、若緑村（現・かほく市）
- 七塚村 ← 外日角村、白尾村、木津村、松浜村、遠塚村、浜北村、秋浜村（現・かほく市）
- 直江谷村 ← 市瀬村、小嶺村、柚木村、不室村、牧山村、北方村、納年村、直江野村、車村、釣部村
- 小原谷村 ← 宮野村、高坂村、古屋谷村、清水谷村、東原脇原村、竹又村、松根村、土子原村、曲子原村、正部谷村、堀切村、小池村、切山村
- 薬師谷村 ← 月浦村、下涌波村、涌波村、梨木村、河原市村、薬師村、岩出村、鳴瀬村、不動寺村、堅田村、深谷村、福畠村、四王寺村、小野村
- 森本村 ← 吉原村、塚崎村、弥勒縄手村、南森下村、北森下村、観法寺村、梅田村

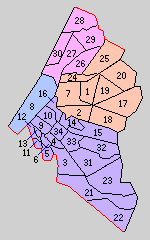
1.津幡町 2.中条村 3.小金村 4.坂井村 5.中口村 6.金川村 7.井上村 8.内灘村 9.大場村 10.八田村 11.川筋村 12.河崎村 13.木越村 14.花園村 15.田近村 16.崎田村 17.倶利伽羅村 18.萩坂村 19.笠井村 20.笠野村 21.金浦村 22.湯ノ谷村 23.医王山村 24.東英村 25.種谷村 26.西英村 27.金津村 28.高松村 29.金津谷村 30.七塚村 31.直江谷村 32.小原谷村 33.薬師谷村 34.森本村（紫：金沢市 桃：かほく市 橙：津幡町 青：合併なし）

- 明治24年（1891年）7月1日 - 郡制を施行。郡役所が津幡町に移転。
- 明治40年（1907年）8月10日 - 下記の町村の統合が行われる。いずれも新設合併。（1町17村）
  - 高松村 ← 金津谷村、高松村
  - 川北村 ← 川筋村、河崎村、木越村
  - 花園村 ← 田近村、崎田村、花園村
  - 倶利伽羅村 ← 萩坂村、倶利伽羅村
  - 笠谷村 ← 笠井村、笠野村
  - 浅川村 ← 金浦村、湯ノ谷村、医王山村
  - 英田村 ← 東英村、種谷村
  - 宇ノ気村 ← 西英村、金津村
  - 三谷村 ← 直江谷村、小原谷村、薬師谷村
  - 小坂村 ← 小金村、坂井村、中口村、金川村
- 大正11年（1922年）8月1日 - 高松村が町制施行して高松町となる。（2町16村）
- 大正12年（1923年）4月1日 - 郡会が廃止。郡役所は存続。
- 大正15年（1926年）7月1日 - 郡役所が廃止。以降は地域区分名称となる。
- 昭和10年（1935年）時点での当郡の面積は332.51平方km、人口は66,683人（男31,917人・女34,766人）[注釈 8]。
- 昭和11年（1936年）4月1日 - 小坂村が金沢市に編入。（2町15村）
- 昭和15年（1940年）2月11日 - 七塚村が町制施行して七塚町となる。（3町14村）
- 昭和22年（1947年）5月3日 - 三谷村の一部（釣部）が金沢市に編入。
- 昭和23年（1948年）2月11日 - 宇ノ気村が町制施行して宇ノ気町となる。（4町13村）
- 昭和24年（1949年）6月1日 - 川北村が金沢市に編入。（4町12村）
- 昭和25年（1950年）4月1日 - 高松町の一部（横山・谷・笠島・上田名・余地）が分立して金津村が発足。（4町13村）
- 昭和26年（1951年）4月1日 - 英田村の一部（大熊）が笠谷村に編入。
- 昭和29年（1954年）
  - 3月31日 - 津幡町・中条村・笠谷村・井上村・英田村が合併し、改めて津幡町が発足。（4町9村）
  - 5月16日 - 津幡町が羽咋郡河合谷村を編入。
  - 6月1日 - 大場村・八田村・花園村・三谷村・森本村が合併して森本町が発足。（5町4村）
  - 7月15日 - 高松町が羽咋郡南大海村と合併し、改めて高松町が発足。
- 昭和32年（1957年）
  - 2月1日 - 倶利伽羅村が津幡町に編入。（5町3村）
  - 4月5日 - 浅川村が金沢市に編入。（5町2村）
- 昭和35年（1960年）4月1日 - 金津村が宇ノ気町に編入。（5町1村）
- 昭和37年（1962年）
  - 1月1日 - 内灘村が町制施行して内灘町となる。（6町）
  - 6月1日 - 森本町が金沢市に編入。（5町）
- 平成16年（2004年）3月1日 - 高松町・七塚町・宇ノ気町が合併してかほく市が発足し、郡より離脱。（2町）

### 変遷表
| 明治以前       | 明治初年 - 明治22年     | 明治22年 4月1日 町村制施行 | 明治22年 - 明治45年        | 大正元年 - 昭和19年         | 昭和20年 - 昭和26年           | 昭和27年 - 昭和29年          | 昭和30年 - 昭和64年           | 平成元年 - 現在         | 現在     |
| -------------- | ----------------------- | -------------------------- | -------------------------- | --------------------------- | ----------------------------- | ---------------------------- | ----------------------------- | ----------------------- | -------- |
| 向粟崎村       | 向粟崎村                | 内灘村                     | 内灘村                     | 内灘村                      | 内灘村                        | 内灘村                       | 昭和37年1月1日 町制 内灘町    | 内灘町                  | 内灘町   |
| 大根布村       | 大根布村                | 内灘村                     | 内灘村                     | 内灘村                      | 内灘村                        | 内灘村                       | 昭和37年1月1日 町制 内灘町    | 内灘町                  | 内灘町   |
| 宮坂村         | 宮坂村                  | 内灘村                     | 内灘村                     | 内灘村                      | 内灘村                        | 内灘村                       | 昭和37年1月1日 町制 内灘町    | 内灘町                  | 内灘町   |
| 黒津船地内     | 黒津船地内              | 内灘村                     | 内灘村                     | 内灘村                      | 内灘村                        | 内灘村                       | 昭和37年1月1日 町制 内灘町    | 内灘町                  | 内灘町   |
| 荒屋村         | 改称 西荒屋村           | 内灘村                     | 内灘村                     | 内灘村                      | 内灘村                        | 内灘村                       | 昭和37年1月1日 町制 内灘町    | 内灘町                  | 内灘町   |
| 室村           | 室村                    | 内灘村                     | 内灘村                     | 内灘村                      | 内灘村                        | 内灘村                       | 昭和37年1月1日 町制 内灘町    | 内灘町                  | 内灘町   |
| 竹橋村         | 竹橋村                  | 倶利伽羅村                 | 明治40年8月10日 倶利伽羅村 | 倶利伽羅村                  | 倶利伽羅村                    | 倶利伽羅村                   | 昭和32年2月1日 津幡町に編入   | 津幡町                  | 津幡町   |
| 原村           | 原村                    | 倶利伽羅村                 | 明治40年8月10日 倶利伽羅村 | 倶利伽羅村                  | 倶利伽羅村                    | 倶利伽羅村                   | 昭和32年2月1日 津幡町に編入   | 津幡町                  | 津幡町   |
| 富田村         | 富田村                  | 倶利伽羅村                 | 明治40年8月10日 倶利伽羅村 | 倶利伽羅村                  | 倶利伽羅村                    | 倶利伽羅村                   | 昭和32年2月1日 津幡町に編入   | 津幡町                  | 津幡町   |
| 刈安村         | 刈安村                  | 倶利伽羅村                 | 明治40年8月10日 倶利伽羅村 | 倶利伽羅村                  | 倶利伽羅村                    | 倶利伽羅村                   | 昭和32年2月1日 津幡町に編入   | 津幡町                  | 津幡町   |
| 越中坂村       | 越中坂村                | 倶利伽羅村                 | 明治40年8月10日 倶利伽羅村 | 倶利伽羅村                  | 倶利伽羅村                    | 倶利伽羅村                   | 昭和32年2月1日 津幡町に編入   | 津幡町                  | 津幡町   |
| 坂戸村         | 坂戸村                  | 倶利伽羅村                 | 明治40年8月10日 倶利伽羅村 | 倶利伽羅村                  | 倶利伽羅村                    | 倶利伽羅村                   | 昭和32年2月1日 津幡町に編入   | 津幡町                  | 津幡町   |
| 上野村         | 上野村                  | 倶利伽羅村                 | 明治40年8月10日 倶利伽羅村 | 倶利伽羅村                  | 倶利伽羅村                    | 倶利伽羅村                   | 昭和32年2月1日 津幡町に編入   | 津幡町                  | 津幡町   |
| 河内村         | 河内村                  | 倶利伽羅村                 | 明治40年8月10日 倶利伽羅村 | 倶利伽羅村                  | 倶利伽羅村                    | 倶利伽羅村                   | 昭和32年2月1日 津幡町に編入   | 津幡町                  | 津幡町   |
| 九折村         | 九折村                  | 倶利伽羅村                 | 明治40年8月10日 倶利伽羅村 | 倶利伽羅村                  | 倶利伽羅村                    | 倶利伽羅村                   | 昭和32年2月1日 津幡町に編入   | 津幡町                  | 津幡町   |
| 倶利迦羅村     | 倶利迦羅村              | 倶利伽羅村                 | 明治40年8月10日 倶利伽羅村 | 倶利伽羅村                  | 倶利伽羅村                    | 倶利伽羅村                   | 昭和32年2月1日 津幡町に編入   | 津幡町                  | 津幡町   |
| 森村           | 改称 山森村             | 倶利伽羅村                 | 明治40年8月10日 倶利伽羅村 | 倶利伽羅村                  | 倶利伽羅村                    | 倶利伽羅村                   | 昭和32年2月1日 津幡町に編入   | 津幡町                  | 津幡町   |
| 明神谷内村     | 明神谷内村              | 萩坂村                     | 明治40年8月10日 倶利伽羅村 | 倶利伽羅村                  | 倶利伽羅村                    | 倶利伽羅村                   | 昭和32年2月1日 津幡町に編入   | 津幡町                  | 津幡町   |
| 井野河内村     | 井野河内村              | 萩坂村                     | 明治40年8月10日 倶利伽羅村 | 倶利伽羅村                  | 倶利伽羅村                    | 倶利伽羅村                   | 昭和32年2月1日 津幡町に編入   | 津幡町                  | 津幡町   |
| 荒屋村         | 改称 東荒屋村           | 萩坂村                     | 明治40年8月10日 倶利伽羅村 | 倶利伽羅村                  | 倶利伽羅村                    | 倶利伽羅村                   | 昭和32年2月1日 津幡町に編入   | 津幡町                  | 津幡町   |
| 大坪村         | 大坪村                  | 萩坂村                     | 明治40年8月10日 倶利伽羅村 | 倶利伽羅村                  | 倶利伽羅村                    | 倶利伽羅村                   | 昭和32年2月1日 津幡町に編入   | 津幡町                  | 津幡町   |
| 七野村         | 七野村                  | 萩坂村                     | 明治40年8月10日 倶利伽羅村 | 倶利伽羅村                  | 倶利伽羅村                    | 倶利伽羅村                   | 昭和32年2月1日 津幡町に編入   | 津幡町                  | 津幡町   |
| 別所村         | 別所村                  | 萩坂村                     | 明治40年8月10日 倶利伽羅村 | 倶利伽羅村                  | 倶利伽羅村                    | 倶利伽羅村                   | 昭和32年2月1日 津幡町に編入   | 津幡町                  | 津幡町   |
| 仮生村         | 仮生村                  | 萩坂村                     | 明治40年8月10日 倶利伽羅村 | 倶利伽羅村                  | 倶利伽羅村                    | 倶利伽羅村                   | 昭和32年2月1日 津幡町に編入   | 津幡町                  | 津幡町   |
| 材木村         | 材木村                  | 萩坂村                     | 明治40年8月10日 倶利伽羅村 | 倶利伽羅村                  | 倶利伽羅村                    | 倶利伽羅村                   | 昭和32年2月1日 津幡町に編入   | 津幡町                  | 津幡町   |
| 下藤又村       | 下藤又村                | 萩坂村                     | 明治40年8月10日 倶利伽羅村 | 倶利伽羅村                  | 倶利伽羅村                    | 倶利伽羅村                   | 昭和32年2月1日 津幡町に編入   | 津幡町                  | 津幡町   |
| 朝日畑村       | 朝日畑村                | 萩坂村                     | 明治40年8月10日 倶利伽羅村 | 倶利伽羅村                  | 倶利伽羅村                    | 倶利伽羅村                   | 昭和32年2月1日 津幡町に編入   | 津幡町                  | 津幡町   |
| 相窪村         | 相窪村                  | 萩坂村                     | 明治40年8月10日 倶利伽羅村 | 倶利伽羅村                  | 倶利伽羅村                    | 倶利伽羅村                   | 昭和32年2月1日 津幡町に編入   | 津幡町                  | 津幡町   |
| 常徳村         | 常徳村                  | 萩坂村                     | 明治40年8月10日 倶利伽羅村 | 倶利伽羅村                  | 倶利伽羅村                    | 倶利伽羅村                   | 昭和32年2月1日 津幡町に編入   | 津幡町                  | 津幡町   |
| 北横根村       | 北横根村                | 萩坂村                     | 明治40年8月10日 倶利伽羅村 | 倶利伽羅村                  | 倶利伽羅村                    | 倶利伽羅村                   | 昭和32年2月1日 津幡町に編入   | 津幡町                  | 津幡町   |
| 中村           | 改称 下中村             | 萩坂村                     | 明治40年8月10日 倶利伽羅村 | 倶利伽羅村                  | 倶利伽羅村                    | 倶利伽羅村                   | 昭和32年2月1日 津幡町に編入   | 津幡町                  | 津幡町   |
| 上藤又村       | 上藤又村                | 萩坂村                     | 明治40年8月10日 倶利伽羅村 | 倶利伽羅村                  | 倶利伽羅村                    | 倶利伽羅村                   | 昭和32年2月1日 津幡町に編入   | 津幡町                  | 津幡町   |
| 大窪村         | 大窪村                  | 萩坂村                     | 明治40年8月10日 倶利伽羅村 | 倶利伽羅村                  | 倶利伽羅村                    | 倶利伽羅村                   | 昭和32年2月1日 津幡町に編入   | 津幡町                  | 津幡町   |
| 南横根村       | 南横根村                | 萩坂村                     | 明治40年8月10日 倶利伽羅村 | 倶利伽羅村                  | 倶利伽羅村                    | 倶利伽羅村                   | 昭和32年2月1日 津幡町に編入   | 津幡町                  | 津幡町   |
| 津幡村         | 津幡村                  | 津幡町                     | 津幡町                     | 津幡町                      | 津幡町                        | 昭和29年3月31日 津幡町       | 津幡町                        | 津幡町                  | 津幡町   |
| 清水村         | 清水村                  | 津幡町                     | 津幡町                     | 津幡町                      | 津幡町                        | 昭和29年3月31日 津幡町       | 津幡町                        | 津幡町                  | 津幡町   |
| 加賀爪村       | 加賀爪村                | 津幡町                     | 津幡町                     | 津幡町                      | 津幡町                        | 昭和29年3月31日 津幡町       | 津幡町                        | 津幡町                  | 津幡町   |
| 庄村           | 庄村                    | 津幡町                     | 津幡町                     | 津幡町                      | 津幡町                        | 昭和29年3月31日 津幡町       | 津幡町                        | 津幡町                  | 津幡町   |
| 舟橋村         | 舟橋村                  | 東英村                     | 明治40年8月10日 英田村     | 英田村                      | 英田村                        | 昭和29年3月31日 津幡町       | 津幡町                        | 津幡町                  | 津幡町   |
| 加茂村         | 加茂村                  | 東英村                     | 明治40年8月10日 英田村     | 英田村                      | 英田村                        | 昭和29年3月31日 津幡町       | 津幡町                        | 津幡町                  | 津幡町   |
| 谷内村         | 谷内村                  | 東英村                     | 明治40年8月10日 英田村     | 英田村                      | 英田村                        | 昭和29年3月31日 津幡町       | 津幡町                        | 津幡町                  | 津幡町   |
| 能瀬村         | 能瀬村                  | 東英村                     | 明治40年8月10日 英田村     | 英田村                      | 英田村                        | 昭和29年3月31日 津幡町       | 津幡町                        | 津幡町                  | 津幡町   |
| 領家村         | 領家村                  | 東英村                     | 明治40年8月10日 英田村     | 英田村                      | 英田村                        | 昭和29年3月31日 津幡町       | 津幡町                        | 津幡町                  | 津幡町   |
| 御門村         | 御門村                  | 種谷村                     | 明治40年8月10日 英田村     | 英田村                      | 英田村                        | 昭和29年3月31日 津幡町       | 津幡町                        | 津幡町                  | 津幡町   |
| 下矢田村       | 下矢田村                | 種谷村                     | 明治40年8月10日 英田村     | 英田村                      | 英田村                        | 昭和29年3月31日 津幡町       | 津幡町                        | 津幡町                  | 津幡町   |
| 上矢田村       | 上矢田村                | 種谷村                     | 明治40年8月10日 英田村     | 英田村                      | 英田村                        | 昭和29年3月31日 津幡町       | 津幡町                        | 津幡町                  | 津幡町   |
| 中山村         | 中山村                  | 種谷村                     | 明治40年8月10日 英田村     | 英田村                      | 英田村                        | 昭和29年3月31日 津幡町       | 津幡町                        | 津幡町                  | 津幡町   |
| 種村           | 種村                    | 種谷村                     | 明治40年8月10日 英田村     | 英田村                      | 英田村                        | 昭和29年3月31日 津幡町       | 津幡町                        | 津幡町                  | 津幡町   |
| 小熊村         | 小熊村                  | 種谷村                     | 明治40年8月10日 英田村     | 英田村                      | 英田村                        | 昭和29年3月31日 津幡町       | 津幡町                        | 津幡町                  | 津幡町   |
| 池ヶ原村       | 池ヶ原村                | 種谷村                     | 明治40年8月10日 英田村     | 英田村                      | 英田村                        | 昭和29年3月31日 津幡町       | 津幡町                        | 津幡町                  | 津幡町   |
| 興津村         | 興津村                  | 種谷村                     | 明治40年8月10日 英田村     | 英田村                      | 英田村                        | 昭和29年3月31日 津幡町       | 津幡町                        | 津幡町                  | 津幡町   |
| 菩提寺村       | 菩提寺村                | 種谷村                     | 明治40年8月10日 英田村     | 英田村                      | 英田村                        | 昭和29年3月31日 津幡町       | 津幡町                        | 津幡町                  | 津幡町   |
| 大熊村         | 大熊村                  | 種谷村                     | 明治40年8月10日 英田村     | 英田村                      | 昭和26年4月1日 笠谷村に編入   | 昭和29年3月31日 津幡町       | 津幡町                        | 津幡町                  | 津幡町   |
| 杉瀬村         | 杉瀬村                  | 笠井村                     | 明治40年8月10日 笠谷村     | 笠谷村                      | 笠谷村                        | 昭和29年3月31日 津幡町       | 津幡町                        | 津幡町                  | 津幡町   |
| 倉見村         | 倉見村                  | 笠井村                     | 明治40年8月10日 笠谷村     | 笠谷村                      | 笠谷村                        | 昭和29年3月31日 津幡町       | 津幡町                        | 津幡町                  | 津幡町   |
| 七黒村         | 七黒村                  | 笠井村                     | 明治40年8月10日 笠谷村     | 笠谷村                      | 笠谷村                        | 昭和29年3月31日 津幡町       | 津幡町                        | 津幡町                  | 津幡町   |
| 岩崎村         | 岩崎村                  | 笠井村                     | 明治40年8月10日 笠谷村     | 笠谷村                      | 笠谷村                        | 昭和29年3月31日 津幡町       | 津幡町                        | 津幡町                  | 津幡町   |
| 田屋村         | 田屋村                  | 笠井村                     | 明治40年8月10日 笠谷村     | 笠谷村                      | 笠谷村                        | 昭和29年3月31日 津幡町       | 津幡町                        | 津幡町                  | 津幡町   |
| 鳥越村         | 鳥越村                  | 笠井村                     | 明治40年8月10日 笠谷村     | 笠谷村                      | 笠谷村                        | 昭和29年3月31日 津幡町       | 津幡町                        | 津幡町                  | 津幡町   |
| 宮田村         | 宮田村                  | 笠井村                     | 明治40年8月10日 笠谷村     | 笠谷村                      | 笠谷村                        | 昭和29年3月31日 津幡町       | 津幡町                        | 津幡町                  | 津幡町   |
| 吉倉村         | 吉倉村                  | 笠野村                     | 明治40年8月10日 笠谷村     | 笠谷村                      | 笠谷村                        | 昭和29年3月31日 津幡町       | 津幡町                        | 津幡町                  | 津幡町   |
| 北村           | 改称 山北村             | 笠野村                     | 明治40年8月10日 笠谷村     | 笠谷村                      | 笠谷村                        | 昭和29年3月31日 津幡町       | 津幡町                        | 津幡町                  | 津幡町   |
| 蓮花寺村       | 蓮花寺村                | 笠野村                     | 明治40年8月10日 笠谷村     | 笠谷村                      | 笠谷村                        | 昭和29年3月31日 津幡町       | 津幡町                        | 津幡町                  | 津幡町   |
| 鳥屋尾村       | 鳥屋尾村                | 笠野村                     | 明治40年8月10日 笠谷村     | 笠谷村                      | 笠谷村                        | 昭和29年3月31日 津幡町       | 津幡町                        | 津幡町                  | 津幡町   |
| 籠月村         | 籠月村                  | 笠野村                     | 明治40年8月10日 笠谷村     | 笠谷村                      | 笠谷村                        | 昭和29年3月31日 津幡町       | 津幡町                        | 津幡町                  | 津幡町   |
| 大畠村         | 大畠村                  | 笠野村                     | 明治40年8月10日 笠谷村     | 笠谷村                      | 笠谷村                        | 昭和29年3月31日 津幡町       | 津幡町                        | 津幡町                  | 津幡町   |
| 莇谷村         | 莇谷村                  | 笠野村                     | 明治40年8月10日 笠谷村     | 笠谷村                      | 笠谷村                        | 昭和29年3月31日 津幡町       | 津幡町                        | 津幡町                  | 津幡町   |
| 笠池原村       | 笠池原村                | 笠野村                     | 明治40年8月10日 笠谷村     | 笠谷村                      | 笠谷村                        | 昭和29年3月31日 津幡町       | 津幡町                        | 津幡町                  | 津幡町   |
| 彦太郎畠村     | 彦太郎畠村              | 笠野村                     | 明治40年8月10日 笠谷村     | 笠谷村                      | 笠谷村                        | 昭和29年3月31日 津幡町       | 津幡町                        | 津幡町                  | 津幡町   |
| 市谷村         | 市谷村                  | 笠野村                     | 明治40年8月10日 笠谷村     | 笠谷村                      | 笠谷村                        | 昭和29年3月31日 津幡町       | 津幡町                        | 津幡町                  | 津幡町   |
| 八ノ谷村       | 八ノ谷村                | 笠野村                     | 明治40年8月10日 笠谷村     | 笠谷村                      | 笠谷村                        | 昭和29年3月31日 津幡町       | 津幡町                        | 津幡町                  | 津幡町   |
| 太田村         | 太田村                  | 中条村                     | 中条村                     | 中条村                      | 中条村                        | 昭和29年3月31日 津幡町       | 津幡町                        | 津幡町                  | 津幡町   |
| 南中条村       | 南中条村                | 中条村                     | 中条村                     | 中条村                      | 中条村                        | 昭和29年3月31日 津幡町       | 津幡町                        | 津幡町                  | 津幡町   |
| 北中条村       | 北中条村                | 中条村                     | 中条村                     | 中条村                      | 中条村                        | 昭和29年3月31日 津幡町       | 津幡町                        | 津幡町                  | 津幡町   |
| 浅田村         | 浅田村                  | 中条村                     | 中条村                     | 中条村                      | 中条村                        | 昭和29年3月31日 津幡町       | 津幡町                        | 津幡町                  | 津幡町   |
| 潟端新村       | 潟端新村                | 中条村                     | 中条村                     | 中条村                      | 中条村                        | 昭和29年3月31日 津幡町       | 津幡町                        | 津幡町                  | 津幡町   |
| 横浜村         | 横浜村                  | 井上村                     | 井上村                     | 井上村                      | 井上村                        | 昭和29年3月31日 津幡町       | 津幡町                        | 津幡町                  | 津幡町   |
| 中須加村       | 中須加村                | 井上村                     | 井上村                     | 井上村                      | 井上村                        | 昭和29年3月31日 津幡町       | 津幡町                        | 津幡町                  | 津幡町   |
| 五反田村       | 五反田村                | 井上村                     | 井上村                     | 井上村                      | 井上村                        | 昭和29年3月31日 津幡町       | 津幡町                        | 津幡町                  | 津幡町   |
| 中橋村         | 中橋村                  | 井上村                     | 井上村                     | 井上村                      | 井上村                        | 昭和29年3月31日 津幡町       | 津幡町                        | 津幡町                  | 津幡町   |
| 川尻村         | 川尻村                  | 井上村                     | 井上村                     | 井上村                      | 井上村                        | 昭和29年3月31日 津幡町       | 津幡町                        | 津幡町                  | 津幡町   |
| 羽咋郡牛首村   | 羽咋郡牛首村            | 羽咋郡 河合谷村            | 羽咋郡 河合谷村            | 羽咋郡 河合谷村             | 羽咋郡 河合谷村               | 昭和29年5月16日 津幡町に編入 | 津幡町                        | 津幡町                  | 津幡町   |
| 羽咋郡瓜生村   | 羽咋郡瓜生村            | 羽咋郡 河合谷村            | 羽咋郡 河合谷村            | 羽咋郡 河合谷村             | 羽咋郡 河合谷村               | 昭和29年5月16日 津幡町に編入 | 津幡町                        | 津幡町                  | 津幡町   |
| 羽咋郡上河合村 | 羽咋郡上河合村          | 羽咋郡 河合谷村            | 羽咋郡 河合谷村            | 羽咋郡 河合谷村             | 羽咋郡 河合谷村               | 昭和29年5月16日 津幡町に編入 | 津幡町                        | 津幡町                  | 津幡町   |
| 羽咋郡下河合村 | 羽咋郡下河合村          | 羽咋郡 河合谷村            | 羽咋郡 河合谷村            | 羽咋郡 河合谷村             | 羽咋郡 河合谷村               | 昭和29年5月16日 津幡町に編入 | 津幡町                        | 津幡町                  | 津幡町   |
| 羽咋郡大田村   | 羽咋郡大田村            | 羽咋郡 河合谷村            | 羽咋郡 河合谷村            | 羽咋郡 河合谷村             | 羽咋郡 河合谷村               | 昭和29年5月16日 津幡町に編入 | 津幡町                        | 津幡町                  | 津幡町   |
| 羽咋郡箕打村   | 羽咋郡箕打村            | 羽咋郡 南大海村            | 羽咋郡 南大海村            | 羽咋郡 南大海村             | 羽咋郡 南大海村               | 昭和29年7月15日 高松町       | 高松町                        | 平成16年3月1日 かほく市 | かほく市 |
| 羽咋郡元女村   | 羽咋郡元女村            | 羽咋郡 南大海村            | 羽咋郡 南大海村            | 羽咋郡 南大海村             | 羽咋郡 南大海村               | 昭和29年7月15日 高松町       | 高松町                        | 平成16年3月1日 かほく市 | かほく市 |
| 羽咋郡黒川村   | 羽咋郡黒川村            | 羽咋郡 南大海村            | 羽咋郡 南大海村            | 羽咋郡 南大海村             | 羽咋郡 南大海村               | 昭和29年7月15日 高松町       | 高松町                        | 平成16年3月1日 かほく市 | かほく市 |
| 羽咋郡瀬戸町村 | 羽咋郡瀬戸町村          | 羽咋郡 南大海村            | 羽咋郡 南大海村            | 羽咋郡 南大海村             | 羽咋郡 南大海村               | 昭和29年7月15日 高松町       | 高松町                        | 平成16年3月1日 かほく市 | かほく市 |
| 羽咋郡八野村   | 羽咋郡八野村            | 羽咋郡 南大海村            | 羽咋郡 南大海村            | 羽咋郡 南大海村             | 羽咋郡 南大海村               | 昭和29年7月15日 高松町       | 高松町                        | 平成16年3月1日 かほく市 | かほく市 |
| 羽咋郡野寺村   | 羽咋郡野寺村            | 羽咋郡 南大海村            | 羽咋郡 南大海村            | 羽咋郡 南大海村             | 羽咋郡 南大海村               | 昭和29年7月15日 高松町       | 高松町                        | 平成16年3月1日 かほく市 | かほく市 |
| 羽咋郡夏栗村   | 羽咋郡夏栗村            | 羽咋郡 南大海村            | 羽咋郡 南大海村            | 羽咋郡 南大海村             | 羽咋郡 南大海村               | 昭和29年7月15日 高松町       | 高松町                        | 平成16年3月1日 かほく市 | かほく市 |
| 羽咋郡二ツ屋村 | 羽咋郡二ツ屋村          | 羽咋郡 南大海村            | 羽咋郡 南大海村            | 羽咋郡 南大海村             | 羽咋郡 南大海村               | 昭和29年7月15日 高松町       | 高松町                        | 平成16年3月1日 かほく市 | かほく市 |
| 羽咋郡中沼村   | 羽咋郡中沼村            | 羽咋郡 南大海村            | 羽咋郡 南大海村            | 羽咋郡 南大海村             | 羽咋郡 南大海村               | 昭和29年7月15日 高松町       | 高松町                        | 平成16年3月1日 かほく市 | かほく市 |
| 高松村         | 高松村                  | 高松村                     | 明治40年8月10日 高松村     | 大正11年8月1日 町制 高松町  | 高松町                        | 昭和29年7月15日 高松町       | 高松町                        | 平成16年3月1日 かほく市 | かほく市 |
| 内高松村       | 内高松村                | 高松村                     | 明治40年8月10日 高松村     | 大正11年8月1日 町制 高松町  | 高松町                        | 昭和29年7月15日 高松町       | 高松町                        | 平成16年3月1日 かほく市 | かほく市 |
| 高松新村       | 高松新村                | 高松村                     | 明治40年8月10日 高松村     | 大正11年8月1日 町制 高松町  | 高松町                        | 昭和29年7月15日 高松町       | 高松町                        | 平成16年3月1日 かほく市 | かほく市 |
| 若緑村         | 若緑村                  | 金津谷村                   | 明治40年8月10日 高松村     | 大正11年8月1日 町制 高松町  | 高松町                        | 昭和29年7月15日 高松町       | 高松町                        | 平成16年3月1日 かほく市 | かほく市 |
| 横山村         | 横山村                  | 金津谷村                   | 明治40年8月10日 高松村     | 大正11年8月1日 町制 高松町  | 昭和25年4月1日 分立 金津村    | 金津村                       | 昭和35年4月1日 宇ノ気町に編入 | 平成16年3月1日 かほく市 | かほく市 |
| 谷村           | 谷村                    | 金津谷村                   | 明治40年8月10日 高松村     | 大正11年8月1日 町制 高松町  | 昭和25年4月1日 分立 金津村    | 金津村                       | 昭和35年4月1日 宇ノ気町に編入 | 平成16年3月1日 かほく市 | かほく市 |
| 笠島村         | 笠島村                  | 金津谷村                   | 明治40年8月10日 高松村     | 大正11年8月1日 町制 高松町  | 昭和25年4月1日 分立 金津村    | 金津村                       | 昭和35年4月1日 宇ノ気町に編入 | 平成16年3月1日 かほく市 | かほく市 |
| 上田名村       | 上田名村                | 金津谷村                   | 明治40年8月10日 高松村     | 大正11年8月1日 町制 高松町  | 昭和25年4月1日 分立 金津村    | 金津村                       | 昭和35年4月1日 宇ノ気町に編入 | 平成16年3月1日 かほく市 | かほく市 |
| 余地村         | 余地村                  | 金津谷村                   | 明治40年8月10日 高松村     | 大正11年8月1日 町制 高松町  | 昭和25年4月1日 分立 金津村    | 金津村                       | 昭和35年4月1日 宇ノ気町に編入 | 平成16年3月1日 かほく市 | かほく市 |
| 指江村         | 指江村                  | 西英村                     | 明治40年8月10日 宇ノ気村   | 宇ノ気村                    | 昭和23年2月11日 町制 宇ノ気町 | 宇ノ気町                     | 宇ノ気町                      | 平成16年3月1日 かほく市 | かほく市 |
| 狩鹿野村       | 狩鹿野村                | 西英村                     | 明治40年8月10日 宇ノ気村   | 宇ノ気村                    | 昭和23年2月11日 町制 宇ノ気町 | 宇ノ気町                     | 宇ノ気町                      | 平成16年3月1日 かほく市 | かほく市 |
| 上山田村       | 上山田村                | 西英村                     | 明治40年8月10日 宇ノ気村   | 宇ノ気村                    | 昭和23年2月11日 町制 宇ノ気町 | 宇ノ気町                     | 宇ノ気町                      | 平成16年3月1日 かほく市 | かほく市 |
| 下山田村       | 下山田村                | 西英村                     | 明治40年8月10日 宇ノ気村   | 宇ノ気村                    | 昭和23年2月11日 町制 宇ノ気町 | 宇ノ気町                     | 宇ノ気町                      | 平成16年3月1日 かほく市 | かほく市 |
| 気屋村         | 気屋村                  | 西英村                     | 明治40年8月10日 宇ノ気村   | 宇ノ気村                    | 昭和23年2月11日 町制 宇ノ気町 | 宇ノ気町                     | 宇ノ気町                      | 平成16年3月1日 かほく市 | かほく市 |
| 多田村         | 多田村                  | 西英村                     | 明治40年8月10日 宇ノ気村   | 宇ノ気村                    | 昭和23年2月11日 町制 宇ノ気町 | 宇ノ気町                     | 宇ノ気町                      | 平成16年3月1日 かほく市 | かほく市 |
| 森村           | 森村                    | 金津村                     | 明治40年8月10日 宇ノ気村   | 宇ノ気村                    | 昭和23年2月11日 町制 宇ノ気町 | 宇ノ気町                     | 宇ノ気町                      | 平成16年3月1日 かほく市 | かほく市 |
| 鉢伏村         | 鉢伏村                  | 金津村                     | 明治40年8月10日 宇ノ気村   | 宇ノ気村                    | 昭和23年2月11日 町制 宇ノ気町 | 宇ノ気町                     | 宇ノ気町                      | 平成16年3月1日 かほく市 | かほく市 |
| 宇気村         | 宇気村                  | 金津村                     | 明治40年8月10日 宇ノ気村   | 宇ノ気村                    | 昭和23年2月11日 町制 宇ノ気町 | 宇ノ気町                     | 宇ノ気町                      | 平成16年3月1日 かほく市 | かほく市 |
| 鉢伏新村       | 明治5年 七窪村          | 金津村                     | 明治40年8月10日 宇ノ気村   | 宇ノ気村                    | 昭和23年2月11日 町制 宇ノ気町 | 宇ノ気町                     | 宇ノ気町                      | 平成16年3月1日 かほく市 | かほく市 |
| 笠島新村       | 明治5年 七窪村          | 金津村                     | 明治40年8月10日 宇ノ気村   | 宇ノ気村                    | 昭和23年2月11日 町制 宇ノ気町 | 宇ノ気町                     | 宇ノ気町                      | 平成16年3月1日 かほく市 | かほく市 |
| 宇野気新村     | 宇野気新村              | 金津村                     | 明治40年8月10日 宇ノ気村   | 宇ノ気村                    | 昭和23年2月11日 町制 宇ノ気町 | 宇ノ気町                     | 宇ノ気町                      | 平成16年3月1日 かほく市 | かほく市 |
| 内日角村       | 内日角村                | 金津村                     | 明治40年8月10日 宇ノ気村   | 宇ノ気村                    | 昭和23年2月11日 町制 宇ノ気町 | 宇ノ気町                     | 宇ノ気町                      | 平成16年3月1日 かほく市 | かほく市 |
| 大崎村         | 大崎村                  | 金津村                     | 明治40年8月10日 宇ノ気村   | 宇ノ気村                    | 昭和23年2月11日 町制 宇ノ気町 | 宇ノ気町                     | 宇ノ気町                      | 平成16年3月1日 かほく市 | かほく市 |
| 外日角村       | 外日角村                | 七塚村                     | 七塚村                     | 昭和15年2月11日 町制 七塚町 | 七塚町                        | 七塚町                       | 七塚町                        | 平成16年3月1日 かほく市 | かほく市 |
| 白尾村         | 白尾村                  | 七塚村                     | 七塚村                     | 昭和15年2月11日 町制 七塚町 | 七塚町                        | 七塚町                       | 七塚町                        | 平成16年3月1日 かほく市 | かほく市 |
| 木津村         | 木津村                  | 七塚村                     | 七塚村                     | 昭和15年2月11日 町制 七塚町 | 七塚町                        | 七塚町                       | 七塚町                        | 平成16年3月1日 かほく市 | かほく市 |
| 松浜村         | 松浜村                  | 七塚村                     | 七塚村                     | 昭和15年2月11日 町制 七塚町 | 七塚町                        | 七塚町                       | 七塚町                        | 平成16年3月1日 かほく市 | かほく市 |
| 遠塚村         | 遠塚村                  | 七塚村                     | 七塚村                     | 昭和15年2月11日 町制 七塚町 | 七塚町                        | 七塚町                       | 七塚町                        | 平成16年3月1日 かほく市 | かほく市 |
| 北村           | 改称 浜北村             | 七塚村                     | 七塚村                     | 昭和15年2月11日 町制 七塚町 | 七塚町                        | 七塚町                       | 七塚町                        | 平成16年3月1日 かほく市 | かほく市 |
| 秋浜村         | 秋浜村                  | 七塚村                     | 七塚村                     | 昭和15年2月11日 町制 七塚町 | 七塚町                        | 七塚町                       | 七塚町                        | 平成16年3月1日 かほく市 | かほく市 |
| 折谷村         | 折谷村                  | 金浦村                     | 明治40年8月10日 浅川村     | 浅川村                      | 浅川村                        | 浅川村                       | 昭和32年4月5日 金沢市に編入   | 金沢市                  | 金沢市   |
| 小原村         | 小原村                  | 金浦村                     | 明治40年8月10日 浅川村     | 浅川村                      | 浅川村                        | 浅川村                       | 昭和32年4月5日 金沢市に編入   | 金沢市                  | 金沢市   |
| 魚帰村         | 魚帰村                  | 金浦村                     | 明治40年8月10日 浅川村     | 浅川村                      | 浅川村                        | 浅川村                       | 昭和32年4月5日 金沢市に編入   | 金沢市                  | 金沢市   |
| 大菱池村       | 大菱池村                | 金浦村                     | 明治40年8月10日 浅川村     | 浅川村                      | 浅川村                        | 浅川村                       | 昭和32年4月5日 金沢市に編入   | 金沢市                  | 金沢市   |
| 小菱池村       | 小菱池村                | 金浦村                     | 明治40年8月10日 浅川村     | 浅川村                      | 浅川村                        | 浅川村                       | 昭和32年4月5日 金沢市に編入   | 金沢市                  | 金沢市   |
| 湯谷原村       | 湯谷原村                | 金浦村                     | 明治40年8月10日 浅川村     | 浅川村                      | 浅川村                        | 浅川村                       | 昭和32年4月5日 金沢市に編入   | 金沢市                  | 金沢市   |
| 小豆沢村       | 小豆沢村                | 金浦村                     | 明治40年8月10日 浅川村     | 浅川村                      | 浅川村                        | 浅川村                       | 昭和32年4月5日 金沢市に編入   | 金沢市                  | 金沢市   |
| 戸室別所村     | 戸室別所村              | 金浦村                     | 明治40年8月10日 浅川村     | 浅川村                      | 浅川村                        | 浅川村                       | 昭和32年4月5日 金沢市に編入   | 金沢市                  | 金沢市   |
| 新保村         | 新保村                  | 金浦村                     | 明治40年8月10日 浅川村     | 浅川村                      | 浅川村                        | 浅川村                       | 昭和32年4月5日 金沢市に編入   | 金沢市                  | 金沢市   |
| 俵等村         | 俵等村                  | 金浦村                     | 明治40年8月10日 浅川村     | 浅川村                      | 浅川村                        | 浅川村                       | 昭和32年4月5日 金沢市に編入   | 金沢市                  | 金沢市   |
| 中山村         | 改称 戸室中山村         | 金浦村                     | 明治40年8月10日 浅川村     | 浅川村                      | 浅川村                        | 浅川村                       | 昭和32年4月5日 金沢市に編入   | 金沢市                  | 金沢市   |
| 上田上村       | 上田上村                | 金浦村                     | 明治40年8月10日 浅川村     | 浅川村                      | 浅川村                        | 浅川村                       | 昭和32年4月5日 金沢市に編入   | 金沢市                  | 金沢市   |
| 下田上村       | 下田上村                | 金浦村                     | 明治40年8月10日 浅川村     | 浅川村                      | 浅川村                        | 浅川村                       | 昭和32年4月5日 金沢市に編入   | 金沢市                  | 金沢市   |
| 角間村         | 角間村                  | 金浦村                     | 明治40年8月10日 浅川村     | 浅川村                      | 浅川村                        | 浅川村                       | 昭和32年4月5日 金沢市に編入   | 金沢市                  | 金沢市   |
| 若松村         | 若松村                  | 金浦村                     | 明治40年8月10日 浅川村     | 浅川村                      | 浅川村                        | 浅川村                       | 昭和32年4月5日 金沢市に編入   | 金沢市                  | 金沢市   |
| 鈴見村         | 鈴見村                  | 金浦村                     | 明治40年8月10日 浅川村     | 浅川村                      | 浅川村                        | 浅川村                       | 昭和32年4月5日 金沢市に編入   | 金沢市                  | 金沢市   |
| 横谷村         | 横谷村                  | 湯ノ谷村                   | 明治40年8月10日 浅川村     | 浅川村                      | 浅川村                        | 浅川村                       | 昭和32年4月5日 金沢市に編入   | 金沢市                  | 金沢市   |
| 板ヶ谷村       | 板ヶ谷村                | 湯ノ谷村                   | 明治40年8月10日 浅川村     | 浅川村                      | 浅川村                        | 浅川村                       | 昭和32年4月5日 金沢市に編入   | 金沢市                  | 金沢市   |
| 石黒又村       | 石黒又村                | 湯ノ谷村                   | 明治40年8月10日 浅川村     | 浅川村                      | 浅川村                        | 浅川村                       | 昭和32年4月5日 金沢市に編入   | 金沢市                  | 金沢市   |
| 古郷寺村       | 古郷寺村                | 湯ノ谷村                   | 明治40年8月10日 浅川村     | 浅川村                      | 浅川村                        | 浅川村                       | 昭和32年4月5日 金沢市に編入   | 金沢市                  | 金沢市   |
| 栃尾村         | 栃尾村                  | 湯ノ谷村                   | 明治40年8月10日 浅川村     | 浅川村                      | 浅川村                        | 浅川村                       | 昭和32年4月5日 金沢市に編入   | 金沢市                  | 金沢市   |
| 町村           | 町村                    | 湯ノ谷村                   | 明治40年8月10日 浅川村     | 浅川村                      | 浅川村                        | 浅川村                       | 昭和32年4月5日 金沢市に編入   | 金沢市                  | 金沢市   |
| 平下村         | 平下村                  | 湯ノ谷村                   | 明治40年8月10日 浅川村     | 浅川村                      | 浅川村                        | 浅川村                       | 昭和32年4月5日 金沢市に編入   | 金沢市                  | 金沢市   |
| 上山村         | 上山村                  | 湯ノ谷村                   | 明治40年8月10日 浅川村     | 浅川村                      | 浅川村                        | 浅川村                       | 昭和32年4月5日 金沢市に編入   | 金沢市                  | 金沢市   |
| 北袋村         | 北袋村                  | 湯ノ谷村                   | 明治40年8月10日 浅川村     | 浅川村                      | 浅川村                        | 浅川村                       | 昭和32年4月5日 金沢市に編入   | 金沢市                  | 金沢市   |
| 東市瀬村       | 東市瀬村                | 湯ノ谷村                   | 明治40年8月10日 浅川村     | 浅川村                      | 浅川村                        | 浅川村                       | 昭和32年4月5日 金沢市に編入   | 金沢市                  | 金沢市   |
| 藤六村         | 藤六村                  | 湯ノ谷村                   | 明治40年8月10日 浅川村     | 浅川村                      | 浅川村                        | 浅川村                       | 昭和32年4月5日 金沢市に編入   | 金沢市                  | 金沢市   |
| 朝加屋村       | 朝加屋村                | 湯ノ谷村                   | 明治40年8月10日 浅川村     | 浅川村                      | 浅川村                        | 浅川村                       | 昭和32年4月5日 金沢市に編入   | 金沢市                  | 金沢市   |
| 下荒屋村       | 下荒屋村                | 湯ノ谷村                   | 明治40年8月10日 浅川村     | 浅川村                      | 浅川村                        | 浅川村                       | 昭和32年4月5日 金沢市に編入   | 金沢市                  | 金沢市   |
| 袋村           | 袋村                    | 湯ノ谷村                   | 明治40年8月10日 浅川村     | 浅川村                      | 浅川村                        | 浅川村                       | 昭和32年4月5日 金沢市に編入   | 金沢市                  | 金沢市   |
| 野村           | 野村                    | 湯ノ谷村                   | 明治40年8月10日 浅川村     | 浅川村                      | 浅川村                        | 浅川村                       | 昭和32年4月5日 金沢市に編入   | 金沢市                  | 金沢市   |
| 中村           | 改称 上中村             | 湯ノ谷村                   | 明治40年8月10日 浅川村     | 浅川村                      | 浅川村                        | 浅川村                       | 昭和32年4月5日 金沢市に編入   | 金沢市                  | 金沢市   |
| 銚子口村       | 銚子口村                | 湯ノ谷村                   | 明治40年8月10日 浅川村     | 浅川村                      | 浅川村                        | 浅川村                       | 昭和32年4月5日 金沢市に編入   | 金沢市                  | 金沢市   |
| 谷口村         | 谷口村                  | 湯ノ谷村                   | 明治40年8月10日 浅川村     | 浅川村                      | 浅川村                        | 浅川村                       | 昭和32年4月5日 金沢市に編入   | 金沢市                  | 金沢市   |
| 打尾谷村       | 打尾谷村                | 湯ノ谷村                   | 明治40年8月10日 浅川村     | 浅川村                      | 浅川村                        | 浅川村                       | 昭和32年4月5日 金沢市に編入   | 金沢市                  | 金沢市   |
| 木目谷村       | 木目谷村                | 湯ノ谷村                   | 明治40年8月10日 浅川村     | 浅川村                      | 浅川村                        | 浅川村                       | 昭和32年4月5日 金沢市に編入   | 金沢市                  | 金沢市   |
| 炭釜村         | 炭釜村                  | 湯ノ谷村                   | 明治40年8月10日 浅川村     | 浅川村                      | 浅川村                        | 浅川村                       | 昭和32年4月5日 金沢市に編入   | 金沢市                  | 金沢市   |
| 平等村         | 平等村                  | 湯ノ谷村                   | 明治40年8月10日 浅川村     | 浅川村                      | 浅川村                        | 浅川村                       | 昭和32年4月5日 金沢市に編入   | 金沢市                  | 金沢市   |
| 二俣村         | 二俣村                  | 医王山村                   | 明治40年8月10日 浅川村     | 浅川村                      | 浅川村                        | 浅川村                       | 昭和32年4月5日 金沢市に編入   | 金沢市                  | 金沢市   |
| 荒山村         | 荒山村                  | 医王山村                   | 明治40年8月10日 浅川村     | 浅川村                      | 浅川村                        | 浅川村                       | 昭和32年4月5日 金沢市に編入   | 金沢市                  | 金沢市   |
| 田島村         | 田島村                  | 医王山村                   | 明治40年8月10日 浅川村     | 浅川村                      | 浅川村                        | 浅川村                       | 昭和32年4月5日 金沢市に編入   | 金沢市                  | 金沢市   |
| 戸室清水村     | 戸室清水村              | 医王山村                   | 明治40年8月10日 浅川村     | 浅川村                      | 浅川村                        | 浅川村                       | 昭和32年4月5日 金沢市に編入   | 金沢市                  | 金沢市   |
| 南原村         | 南原村                  | 医王山村                   | 明治40年8月10日 浅川村     | 浅川村                      | 浅川村                        | 浅川村                       | 昭和32年4月5日 金沢市に編入   | 金沢市                  | 金沢市   |
| 吉原村         | 吉原村                  | 森本村                     | 森本村                     | 森本村                      | 森本村                        | 昭和29年6月1日 森本町        | 昭和37年6月1日 金沢市に編入   | 金沢市                  | 金沢市   |
| 塚崎村         | 塚崎村                  | 森本村                     | 森本村                     | 森本村                      | 森本村                        | 昭和29年6月1日 森本町        | 昭和37年6月1日 金沢市に編入   | 金沢市                  | 金沢市   |
| 弥勒縄手村     | 弥勒縄手村              | 森本村                     | 森本村                     | 森本村                      | 森本村                        | 昭和29年6月1日 森本町        | 昭和37年6月1日 金沢市に編入   | 金沢市                  | 金沢市   |
| 南森下村       | 南森下村                | 森本村                     | 森本村                     | 森本村                      | 森本村                        | 昭和29年6月1日 森本町        | 昭和37年6月1日 金沢市に編入   | 金沢市                  | 金沢市   |
| 北森下村       | 北森下村                | 森本村                     | 森本村                     | 森本村                      | 森本村                        | 昭和29年6月1日 森本町        | 昭和37年6月1日 金沢市に編入   | 金沢市                  | 金沢市   |
| 観法寺村       | 観法寺村                | 森本村                     | 森本村                     | 森本村                      | 森本村                        | 昭和29年6月1日 森本町        | 昭和37年6月1日 金沢市に編入   | 金沢市                  | 金沢市   |
| 梅田村         | 梅田村                  | 森本村                     | 森本村                     | 森本村                      | 森本村                        | 昭和29年6月1日 森本町        | 昭和37年6月1日 金沢市に編入   | 金沢市                  | 金沢市   |
| 今町村         | 今町村                  | 花園村                     | 明治40年8月10日 花園村     | 花園村                      | 花園村                        | 昭和29年6月1日 森本町        | 昭和37年6月1日 金沢市に編入   | 金沢市                  | 金沢市   |
| 月影村         | 月影村                  | 花園村                     | 明治40年8月10日 花園村     | 花園村                      | 花園村                        | 昭和29年6月1日 森本町        | 昭和37年6月1日 金沢市に編入   | 金沢市                  | 金沢市   |
| 八幡村         | 八幡村                  | 花園村                     | 明治40年8月10日 花園村     | 花園村                      | 花園村                        | 昭和29年6月1日 森本町        | 昭和37年6月1日 金沢市に編入   | 金沢市                  | 金沢市   |
| 二日市村       | 二日市村                | 花園村                     | 明治40年8月10日 花園村     | 花園村                      | 花園村                        | 昭和29年6月1日 森本町        | 昭和37年6月1日 金沢市に編入   | 金沢市                  | 金沢市   |
| 岸川村         | 岸川村                  | 花園村                     | 明治40年8月10日 花園村     | 花園村                      | 花園村                        | 昭和29年6月1日 森本町        | 昭和37年6月1日 金沢市に編入   | 金沢市                  | 金沢市   |
| 利屋町村       | 利屋町村                | 花園村                     | 明治40年8月10日 花園村     | 花園村                      | 花園村                        | 昭和29年6月1日 森本町        | 昭和37年6月1日 金沢市に編入   | 金沢市                  | 金沢市   |
| 才田村         | 才田村                  | 崎田村                     | 明治40年8月10日 花園村     | 花園村                      | 花園村                        | 昭和29年6月1日 森本町        | 昭和37年6月1日 金沢市に編入   | 金沢市                  | 金沢市   |
| 忠縄村         | 忠縄村                  | 崎田村                     | 明治40年8月10日 花園村     | 花園村                      | 花園村                        | 昭和29年6月1日 森本町        | 昭和37年6月1日 金沢市に編入   | 金沢市                  | 金沢市   |
| 滝下松根村     | 滝下松根村              | 田近村                     | 明治40年8月10日 花園村     | 花園村                      | 花園村                        | 昭和29年6月1日 森本町        | 昭和37年6月1日 金沢市に編入   | 金沢市                  | 金沢市   |
| 中尾村         | 中尾村                  | 田近村                     | 明治40年8月10日 花園村     | 花園村                      | 花園村                        | 昭和29年6月1日 森本町        | 昭和37年6月1日 金沢市に編入   | 金沢市                  | 金沢市   |
| 上平村         | 上平村                  | 田近村                     | 明治40年8月10日 花園村     | 花園村                      | 花園村                        | 昭和29年6月1日 森本町        | 昭和37年6月1日 金沢市に編入   | 金沢市                  | 金沢市   |
| 琴村           | 琴村                    | 田近村                     | 明治40年8月10日 花園村     | 花園村                      | 花園村                        | 昭和29年6月1日 森本町        | 昭和37年6月1日 金沢市に編入   | 金沢市                  | 金沢市   |
| 琴坂村         | 琴坂村                  | 田近村                     | 明治40年8月10日 花園村     | 花園村                      | 花園村                        | 昭和29年6月1日 森本町        | 昭和37年6月1日 金沢市に編入   | 金沢市                  | 金沢市   |
| 北千石村       | 北千石村                | 田近村                     | 明治40年8月10日 花園村     | 花園村                      | 花園村                        | 昭和29年6月1日 森本町        | 昭和37年6月1日 金沢市に編入   | 金沢市                  | 金沢市   |
| 南千石村       | 南千石村                | 田近村                     | 明治40年8月10日 花園村     | 花園村                      | 花園村                        | 昭和29年6月1日 森本町        | 昭和37年6月1日 金沢市に編入   | 金沢市                  | 金沢市   |
| 今泉村         | 今泉村                  | 田近村                     | 明治40年8月10日 花園村     | 花園村                      | 花園村                        | 昭和29年6月1日 森本町        | 昭和37年6月1日 金沢市に編入   | 金沢市                  | 金沢市   |
| 朝日牧村       | 朝日牧村                | 田近村                     | 明治40年8月10日 花園村     | 花園村                      | 花園村                        | 昭和29年6月1日 森本町        | 昭和37年6月1日 金沢市に編入   | 金沢市                  | 金沢市   |
| 朝日村         | 朝日村                  | 田近村                     | 明治40年8月10日 花園村     | 花園村                      | 花園村                        | 昭和29年6月1日 森本町        | 昭和37年6月1日 金沢市に編入   | 金沢市                  | 金沢市   |
| 向山村         | 向山村                  | 田近村                     | 明治40年8月10日 花園村     | 花園村                      | 花園村                        | 昭和29年6月1日 森本町        | 昭和37年6月1日 金沢市に編入   | 金沢市                  | 金沢市   |
| 俵原村         | 俵原村                  | 田近村                     | 明治40年8月10日 花園村     | 花園村                      | 花園村                        | 昭和29年6月1日 森本町        | 昭和37年6月1日 金沢市に編入   | 金沢市                  | 金沢市   |
| 榎尾村         | 榎尾村                  | 田近村                     | 明治40年8月10日 花園村     | 花園村                      | 花園村                        | 昭和29年6月1日 森本町        | 昭和37年6月1日 金沢市に編入   | 金沢市                  | 金沢市   |
| 千杉村         | 千杉村                  | 田近村                     | 明治40年8月10日 花園村     | 花園村                      | 花園村                        | 昭和29年6月1日 森本町        | 昭和37年6月1日 金沢市に編入   | 金沢市                  | 金沢市   |
| 地代村         | 地代村                  | 田近村                     | 明治40年8月10日 花園村     | 花園村                      | 花園村                        | 昭和29年6月1日 森本町        | 昭和37年6月1日 金沢市に編入   | 金沢市                  | 金沢市   |
| 鞁筒村         | 鞁筒村                  | 田近村                     | 明治40年8月10日 花園村     | 花園村                      | 花園村                        | 昭和29年6月1日 森本町        | 昭和37年6月1日 金沢市に編入   | 金沢市                  | 金沢市   |
| 四坊高坂村     | 四坊高坂村              | 田近村                     | 明治40年8月10日 花園村     | 花園村                      | 花園村                        | 昭和29年6月1日 森本町        | 昭和37年6月1日 金沢市に編入   | 金沢市                  | 金沢市   |
| 四坊村         | 四坊村                  | 田近村                     | 明治40年8月10日 花園村     | 花園村                      | 花園村                        | 昭和29年6月1日 森本町        | 昭和37年6月1日 金沢市に編入   | 金沢市                  | 金沢市   |
| 浅野深谷村     | 浅野深谷村              | 田近村                     | 明治40年8月10日 花園村     | 花園村                      | 花園村                        | 昭和29年6月1日 森本町        | 昭和37年6月1日 金沢市に編入   | 金沢市                  | 金沢市   |
| 浅谷村         | 浅谷村                  | 田近村                     | 明治40年8月10日 花園村     | 花園村                      | 花園村                        | 昭和29年6月1日 森本町        | 昭和37年6月1日 金沢市に編入   | 金沢市                  | 金沢市   |
| 大場村         | 大場村                  | 大場村                     | 大場村                     | 大場村                      | 大場村                        | 昭和29年6月1日 森本町        | 昭和37年6月1日 金沢市に編入   | 金沢市                  | 金沢市   |
| 八田村         | 八田村                  | 八田村                     | 八田村                     | 八田村                      | 八田村                        | 昭和29年6月1日 森本町        | 昭和37年6月1日 金沢市に編入   | 金沢市                  | 金沢市   |
| 宮野村         | 宮野村                  | 小原谷村                   | 明治40年8月10日 三谷村     | 三谷村                      | 三谷村                        | 昭和29年6月1日 森本町        | 昭和37年6月1日 金沢市に編入   | 金沢市                  | 金沢市   |
| 高坂村         | 高坂村                  | 小原谷村                   | 明治40年8月10日 三谷村     | 三谷村                      | 三谷村                        | 昭和29年6月1日 森本町        | 昭和37年6月1日 金沢市に編入   | 金沢市                  | 金沢市   |
| 古屋谷村       | 古屋谷村                | 小原谷村                   | 明治40年8月10日 三谷村     | 三谷村                      | 三谷村                        | 昭和29年6月1日 森本町        | 昭和37年6月1日 金沢市に編入   | 金沢市                  | 金沢市   |
| 清水谷村       | 清水谷村                | 小原谷村                   | 明治40年8月10日 三谷村     | 三谷村                      | 三谷村                        | 昭和29年6月1日 森本町        | 昭和37年6月1日 金沢市に編入   | 金沢市                  | 金沢市   |
| 東原脇原村     | 東原脇原村              | 小原谷村                   | 明治40年8月10日 三谷村     | 三谷村                      | 三谷村                        | 昭和29年6月1日 森本町        | 昭和37年6月1日 金沢市に編入   | 金沢市                  | 金沢市   |
| 竹又村         | 竹又村                  | 小原谷村                   | 明治40年8月10日 三谷村     | 三谷村                      | 三谷村                        | 昭和29年6月1日 森本町        | 昭和37年6月1日 金沢市に編入   | 金沢市                  | 金沢市   |
| 松根村         | 松根村                  | 小原谷村                   | 明治40年8月10日 三谷村     | 三谷村                      | 三谷村                        | 昭和29年6月1日 森本町        | 昭和37年6月1日 金沢市に編入   | 金沢市                  | 金沢市   |
| 土子原村       | 土子原村                | 小原谷村                   | 明治40年8月10日 三谷村     | 三谷村                      | 三谷村                        | 昭和29年6月1日 森本町        | 昭和37年6月1日 金沢市に編入   | 金沢市                  | 金沢市   |
| 曲子原村       | 曲子原村                | 小原谷村                   | 明治40年8月10日 三谷村     | 三谷村                      | 三谷村                        | 昭和29年6月1日 森本町        | 昭和37年6月1日 金沢市に編入   | 金沢市                  | 金沢市   |
| 正部谷村       | 正部谷村                | 小原谷村                   | 明治40年8月10日 三谷村     | 三谷村                      | 三谷村                        | 昭和29年6月1日 森本町        | 昭和37年6月1日 金沢市に編入   | 金沢市                  | 金沢市   |
| 堀切村         | 堀切村                  | 小原谷村                   | 明治40年8月10日 三谷村     | 三谷村                      | 三谷村                        | 昭和29年6月1日 森本町        | 昭和37年6月1日 金沢市に編入   | 金沢市                  | 金沢市   |
| 小池村         | 小池村                  | 小原谷村                   | 明治40年8月10日 三谷村     | 三谷村                      | 三谷村                        | 昭和29年6月1日 森本町        | 昭和37年6月1日 金沢市に編入   | 金沢市                  | 金沢市   |
| 切山村         | 切山村                  | 小原谷村                   | 明治40年8月10日 三谷村     | 三谷村                      | 三谷村                        | 昭和29年6月1日 森本町        | 昭和37年6月1日 金沢市に編入   | 金沢市                  | 金沢市   |
| 月浦村         | 月浦村                  | 薬師谷村                   | 明治40年8月10日 三谷村     | 三谷村                      | 三谷村                        | 昭和29年6月1日 森本町        | 昭和37年6月1日 金沢市に編入   | 金沢市                  | 金沢市   |
| 下涌波村       | 下涌波村                | 薬師谷村                   | 明治40年8月10日 三谷村     | 三谷村                      | 三谷村                        | 昭和29年6月1日 森本町        | 昭和37年6月1日 金沢市に編入   | 金沢市                  | 金沢市   |
| 涌波村         | 涌波村                  | 薬師谷村                   | 明治40年8月10日 三谷村     | 三谷村                      | 三谷村                        | 昭和29年6月1日 森本町        | 昭和37年6月1日 金沢市に編入   | 金沢市                  | 金沢市   |
| 梨木村         | 梨木村                  | 薬師谷村                   | 明治40年8月10日 三谷村     | 三谷村                      | 三谷村                        | 昭和29年6月1日 森本町        | 昭和37年6月1日 金沢市に編入   | 金沢市                  | 金沢市   |
| 河原市村       | 河原市村                | 薬師谷村                   | 明治40年8月10日 三谷村     | 三谷村                      | 三谷村                        | 昭和29年6月1日 森本町        | 昭和37年6月1日 金沢市に編入   | 金沢市                  | 金沢市   |
| 薬師村         | 薬師村                  | 薬師谷村                   | 明治40年8月10日 三谷村     | 三谷村                      | 三谷村                        | 昭和29年6月1日 森本町        | 昭和37年6月1日 金沢市に編入   | 金沢市                  | 金沢市   |
| 岩出村         | 岩出村                  | 薬師谷村                   | 明治40年8月10日 三谷村     | 三谷村                      | 三谷村                        | 昭和29年6月1日 森本町        | 昭和37年6月1日 金沢市に編入   | 金沢市                  | 金沢市   |
| 鳴瀬村         | 鳴瀬村                  | 薬師谷村                   | 明治40年8月10日 三谷村     | 三谷村                      | 三谷村                        | 昭和29年6月1日 森本町        | 昭和37年6月1日 金沢市に編入   | 金沢市                  | 金沢市   |
| 不動寺村       | 不動寺村                | 薬師谷村                   | 明治40年8月10日 三谷村     | 三谷村                      | 三谷村                        | 昭和29年6月1日 森本町        | 昭和37年6月1日 金沢市に編入   | 金沢市                  | 金沢市   |
| 堅田村         | 堅田村                  | 薬師谷村                   | 明治40年8月10日 三谷村     | 三谷村                      | 三谷村                        | 昭和29年6月1日 森本町        | 昭和37年6月1日 金沢市に編入   | 金沢市                  | 金沢市   |
| 深谷村         | 深谷村                  | 薬師谷村                   | 明治40年8月10日 三谷村     | 三谷村                      | 三谷村                        | 昭和29年6月1日 森本町        | 昭和37年6月1日 金沢市に編入   | 金沢市                  | 金沢市   |
| 福畠村         | 福畠村                  | 薬師谷村                   | 明治40年8月10日 三谷村     | 三谷村                      | 三谷村                        | 昭和29年6月1日 森本町        | 昭和37年6月1日 金沢市に編入   | 金沢市                  | 金沢市   |
| 四王寺村       | 四王寺村                | 薬師谷村                   | 明治40年8月10日 三谷村     | 三谷村                      | 三谷村                        | 昭和29年6月1日 森本町        | 昭和37年6月1日 金沢市に編入   | 金沢市                  | 金沢市   |
| 小野村         | 小野村                  | 薬師谷村                   | 明治40年8月10日 三谷村     | 三谷村                      | 三谷村                        | 昭和29年6月1日 森本町        | 昭和37年6月1日 金沢市に編入   | 金沢市                  | 金沢市   |
| 市瀬村         | 市瀬村                  | 直江谷村                   | 明治40年8月10日 三谷村     | 三谷村                      | 三谷村                        | 昭和29年6月1日 森本町        | 昭和37年6月1日 金沢市に編入   | 金沢市                  | 金沢市   |
| 小嶺村         | 小嶺村                  | 直江谷村                   | 明治40年8月10日 三谷村     | 三谷村                      | 三谷村                        | 昭和29年6月1日 森本町        | 昭和37年6月1日 金沢市に編入   | 金沢市                  | 金沢市   |
| 柚木村         | 柚木村                  | 直江谷村                   | 明治40年8月10日 三谷村     | 三谷村                      | 三谷村                        | 昭和29年6月1日 森本町        | 昭和37年6月1日 金沢市に編入   | 金沢市                  | 金沢市   |
| 不室村         | 不室村                  | 直江谷村                   | 明治40年8月10日 三谷村     | 三谷村                      | 三谷村                        | 昭和29年6月1日 森本町        | 昭和37年6月1日 金沢市に編入   | 金沢市                  | 金沢市   |
| 牧山村         | 牧山村                  | 直江谷村                   | 明治40年8月10日 三谷村     | 三谷村                      | 三谷村                        | 昭和29年6月1日 森本町        | 昭和37年6月1日 金沢市に編入   | 金沢市                  | 金沢市   |
| 北方村         | 北方村                  | 直江谷村                   | 明治40年8月10日 三谷村     | 三谷村                      | 三谷村                        | 昭和29年6月1日 森本町        | 昭和37年6月1日 金沢市に編入   | 金沢市                  | 金沢市   |
| 納年村         | 納年村                  | 直江谷村                   | 明治40年8月10日 三谷村     | 三谷村                      | 三谷村                        | 昭和29年6月1日 森本町        | 昭和37年6月1日 金沢市に編入   | 金沢市                  | 金沢市   |
| 直江野村       | 直江野村                | 直江谷村                   | 明治40年8月10日 三谷村     | 三谷村                      | 三谷村                        | 昭和29年6月1日 森本町        | 昭和37年6月1日 金沢市に編入   | 金沢市                  | 金沢市   |
| 車村           | 車村                    | 直江谷村                   | 明治40年8月10日 三谷村     | 三谷村                      | 三谷村                        | 昭和29年6月1日 森本町        | 昭和37年6月1日 金沢市に編入   | 金沢市                  | 金沢市   |
| 釣部村         | 釣部村                  | 直江谷村                   | 明治40年8月10日 三谷村     | 三谷村                      | 昭和22年5月3日 金沢市に編入   | 金沢市                       | 金沢市                        | 金沢市                  | 金沢市   |
| 沖村           | 沖村                    | 川筋村                     | 明治40年8月10日 川北村     | 川北村                      | 昭和24年6月1日 金沢市に編入   | 金沢市                       | 金沢市                        | 金沢市                  | 金沢市   |
| 磯部村         | 磯部村                  | 川筋村                     | 明治40年8月10日 川北村     | 川北村                      | 昭和24年6月1日 金沢市に編入   | 金沢市                       | 金沢市                        | 金沢市                  | 金沢市   |
| 松寺村         | 松寺村                  | 川筋村                     | 明治40年8月10日 川北村     | 川北村                      | 昭和24年6月1日 金沢市に編入   | 金沢市                       | 金沢市                        | 金沢市                  | 金沢市   |
| 寺町村         | 寺町村                  | 川筋村                     | 明治40年8月10日 川北村     | 川北村                      | 昭和24年6月1日 金沢市に編入   | 金沢市                       | 金沢市                        | 金沢市                  | 金沢市   |
| 大浦村         | 大浦村                  | 河崎村                     | 明治40年8月10日 川北村     | 川北村                      | 昭和24年6月1日 金沢市に編入   | 金沢市                       | 金沢市                        | 金沢市                  | 金沢市   |
| 東蚊爪村       | 東蚊爪村                | 河崎村                     | 明治40年8月10日 川北村     | 川北村                      | 昭和24年6月1日 金沢市に編入   | 金沢市                       | 金沢市                        | 金沢市                  | 金沢市   |
| 木越村         | 木越村                  | 木越村                     | 明治40年8月10日 川北村     | 川北村                      | 昭和24年6月1日 金沢市に編入   | 金沢市                       | 金沢市                        | 金沢市                  | 金沢市   |
| 小二又村       | 小二又村                | 小金村                     | 明治40年8月10日 小坂村     | 昭和11年4月1日 金沢市に編入 | 金沢市                        | 金沢市                       | 金沢市                        | 金沢市                  | 金沢市   |
| 伝燈寺村       | 伝燈寺村                | 小金村                     | 明治40年8月10日 小坂村     | 昭和11年4月1日 金沢市に編入 | 金沢市                        | 金沢市                       | 金沢市                        | 金沢市                  | 金沢市   |
| 夕日寺村       | 夕日寺村                | 小金村                     | 明治40年8月10日 小坂村     | 昭和11年4月1日 金沢市に編入 | 金沢市                        | 金沢市                       | 金沢市                        | 金沢市                  | 金沢市   |
| 神宮寺村       | 神宮寺村                | 小金村                     | 明治40年8月10日 小坂村     | 昭和11年4月1日 金沢市に編入 | 金沢市                        | 金沢市                       | 金沢市                        | 金沢市                  | 金沢市   |
| 談議所村       | 談議所村                | 小金村                     | 明治40年8月10日 小坂村     | 昭和11年4月1日 金沢市に編入 | 金沢市                        | 金沢市                       | 金沢市                        | 金沢市                  | 金沢市   |
| 牧村           | 牧村                    | 小金村                     | 明治40年8月10日 小坂村     | 昭和11年4月1日 金沢市に編入 | 金沢市                        | 金沢市                       | 金沢市                        | 金沢市                  | 金沢市   |
| 長屋村         | 長屋村                  | 小金村                     | 明治40年8月10日 小坂村     | 昭和11年4月1日 金沢市に編入 | 金沢市                        | 金沢市                       | 金沢市                        | 金沢市                  | 金沢市   |
| 御所村         | 御所村                  | 小金村                     | 明治40年8月10日 小坂村     | 昭和11年4月1日 金沢市に編入 | 金沢市                        | 金沢市                       | 金沢市                        | 金沢市                  | 金沢市   |
| 小坂村         | 小坂村                  | 小金村                     | 明治40年8月10日 小坂村     | 昭和11年4月1日 金沢市に編入 | 金沢市                        | 金沢市                       | 金沢市                        | 金沢市                  | 金沢市   |
| 三池村         | 三池村                  | 小金村                     | 明治40年8月10日 小坂村     | 昭和11年4月1日 金沢市に編入 | 金沢市                        | 金沢市                       | 金沢市                        | 金沢市                  | 金沢市   |
| 山上村         | 山上村                  | 小金村                     | 明治40年8月10日 小坂村     | 昭和11年4月1日 金沢市に編入 | 金沢市                        | 金沢市                       | 金沢市                        | 金沢市                  | 金沢市   |
| 卯辰村         | 卯辰村                  | 小金村                     | 明治40年8月10日 小坂村     | 昭和11年4月1日 金沢市に編入 | 金沢市                        | 金沢市                       | 金沢市                        | 金沢市                  | 金沢市   |
| 神谷内村       | 神谷内村                | 坂井村                     | 明治40年8月10日 小坂村     | 昭和11年4月1日 金沢市に編入 | 金沢市                        | 金沢市                       | 金沢市                        | 金沢市                  | 金沢市   |
| 柳橋村         | 柳橋村                  | 坂井村                     | 明治40年8月10日 小坂村     | 昭和11年4月1日 金沢市に編入 | 金沢市                        | 金沢市                       | 金沢市                        | 金沢市                  | 金沢市   |
| 横枕村         | 横枕村                  | 坂井村                     | 明治40年8月10日 小坂村     | 昭和11年4月1日 金沢市に編入 | 金沢市                        | 金沢市                       | 金沢市                        | 金沢市                  | 金沢市   |
| 法光寺村       | 法光寺村                | 坂井村                     | 明治40年8月10日 小坂村     | 昭和11年4月1日 金沢市に編入 | 金沢市                        | 金沢市                       | 金沢市                        | 金沢市                  | 金沢市   |
| 百坂村         | 百坂村                  | 坂井村                     | 明治40年8月10日 小坂村     | 昭和11年4月1日 金沢市に編入 | 金沢市                        | 金沢市                       | 金沢市                        | 金沢市                  | 金沢市   |
| 金市新保村     | 金市新保村              | 坂井村                     | 明治40年8月10日 小坂村     | 昭和11年4月1日 金沢市に編入 | 金沢市                        | 金沢市                       | 金沢市                        | 金沢市                  | 金沢市   |
| 荒屋村         | 改称 新保荒屋村         | 坂井村                     | 明治40年8月10日 小坂村     | 昭和11年4月1日 金沢市に編入 | 金沢市                        | 金沢市                       | 金沢市                        | 金沢市                  | 金沢市   |
| 福久村         | 福久村                  | 坂井村                     | 明治40年8月10日 小坂村     | 昭和11年4月1日 金沢市に編入 | 金沢市                        | 金沢市                       | 金沢市                        | 金沢市                  | 金沢市   |
| 大衆免村       | 大衆免村                | 中口村                     | 明治40年8月10日 小坂村     | 昭和11年4月1日 金沢市に編入 | 金沢市                        | 金沢市                       | 金沢市                        | 金沢市                  | 金沢市   |
| 浅野村         | 浅野村                  | 中口村                     | 明治40年8月10日 小坂村     | 昭和11年4月1日 金沢市に編入 | 金沢市                        | 金沢市                       | 金沢市                        | 金沢市                  | 金沢市   |
| 浅野中島村     | 浅野中島村              | 中口村                     | 明治40年8月10日 小坂村     | 昭和11年4月1日 金沢市に編入 | 金沢市                        | 金沢市                       | 金沢市                        | 金沢市                  | 金沢市   |
| 乙丸村         | 乙丸村                  | 中口村                     | 明治40年8月10日 小坂村     | 昭和11年4月1日 金沢市に編入 | 金沢市                        | 金沢市                       | 金沢市                        | 金沢市                  | 金沢市   |
| 高柳村         | 高柳村                  | 中口村                     | 明治40年8月10日 小坂村     | 昭和11年4月1日 金沢市に編入 | 金沢市                        | 金沢市                       | 金沢市                        | 金沢市                  | 金沢市   |
| 田中村         | 田中村                  | 中口村                     | 明治40年8月10日 小坂村     | 昭和11年4月1日 金沢市に編入 | 金沢市                        | 金沢市                       | 金沢市                        | 金沢市                  | 金沢市   |
| 宮保村         | 宮保村                  | 金川村                     | 明治40年8月10日 小坂村     | 昭和11年4月1日 金沢市に編入 | 金沢市                        | 金沢市                       | 金沢市                        | 金沢市                  | 金沢市   |
| 疋田村         | 疋田村                  | 金川村                     | 明治40年8月10日 小坂村     | 昭和11年4月1日 金沢市に編入 | 金沢市                        | 金沢市                       | 金沢市                        | 金沢市                  | 金沢市   |
| 今村           | 今村                    | 金川村                     | 明治40年8月10日 小坂村     | 昭和11年4月1日 金沢市に編入 | 金沢市                        | 金沢市                       | 金沢市                        | 金沢市                  | 金沢市   |
| 千木村         | 千木村                  | 金川村                     | 明治40年8月10日 小坂村     | 昭和11年4月1日 金沢市に編入 | 金沢市                        | 金沢市                       | 金沢市                        | 金沢市                  | 金沢市   |
| 千田村         | 千田村                  | 金川村                     | 明治40年8月10日 小坂村     | 昭和11年4月1日 金沢市に編入 | 金沢市                        | 金沢市                       | 金沢市                        | 金沢市                  | 金沢市   |
| 金沢城下各町   | 明治11年12月17日 金沢区 | 金沢市                     | 金沢市                     | 金沢市                      | 金沢市                        | 金沢市                       | 金沢市                        | 金沢市                  | 金沢市   |

## 行政
| 代 | 氏名       | 就任                       | 退任                       | 前職                 | 後職             |
| -- | ---------- | -------------------------- | -------------------------- | -------------------- | ---------------- |
| 1  | 織田幸民   | 1878年（明治11年）12月17日 | 1880年（明治13年）1月20日  | 石川県七等属         | 依願免本官       |
| 2  | 小川清太   | 1880年（明治13年）1月29日  | 1890年（明治23年）7月23日  | 石川県五等警部       | 羽咋郡長         |
| 3  | 三好亙     | 1890年（明治23年）7月23日  | 1892年（明治25年）8月24日  | 石川県属             | 石川郡長         |
| 4  | 高橋寛     | 1892年（明治25年）8月24日  | 1897年（明治30年）4月30日  | 石川県属             | 石川郡長         |
| 5  | 岩田寛忠   | 1897年（明治30年）4月30日  | 1897年（明治30年）11月18日 | 珠洲郡長             | 非職             |
| 6  | 柴田是     | 1897年（明治30年）11月18日 | 1900年（明治33年）10月2日  | 島根県警部           | 珠洲郡長         |
| 7  | 村尾震三郎 | 1900年（明治33年）10月2日  | 1901年（明治34年）4月24日  | 珠洲郡長             | 休職             |
| 8  | 遠矢良治   | 1901年（明治34年）4月24日  | 1903年（明治36年）3月31日  | 石川県属             | 休職             |
| 9  | 山根松太   | 1903年（明治36年）3月31日  | 1913年（大正2年）4月19日   | 鳳至郡長             | 依願免本官       |
| 10 | 河崎宇吉郎 | 1913年（大正2年）4月19日   | 1914年（大正3年）3月25日   | 珠洲郡長             | 石川県理事官     |
| 11 | 原佐一     | 1914年（大正3年）3月25日   | 1914年（大正3年）8月21日   | 石川県理事官         | 石川県理事官     |
| 12 | 関堂可一   | 1914年（大正3年）8月21日   | 1915年（大正4年）7月1日    | 石川郡長             | 能美郡長         |
| 13 | 金井佐久   | 1915年（大正4年）7月1日    | 1916年（大正5年）6月12日   | 福島県警部           | 石川県理事官     |
| 14 | 高松丈五郎 | 1916年（大正5年）6月12日   | 1917年（大正6年）6月26日   | 石川県警部           | 珠洲郡長         |
| 15 | 小西善次郎 | 1917年（大正6年）6月26日   | 1920年（大正9年）3月15日   | 高知県警視兼高知県属 | 沖縄県理事官     |
| 16 | 三清春次郎 | 1920年（大正9年）3月25日   | 1922年（大正11年）9月27日  | 石川県属             | 依願免本官       |
| 17 | 城森省三   | 1922年（大正11年）9月27日  | 1924年（大正13年）9月2日   | 石川郡書記           | 石川郡長         |
| 18 | 阿部邦一   | 1924年（大正13年）9月2日   | 1926年（大正15年）5月12日  | 東京府属             | 大阪府地方事務官 |
| 19 | 畠山治作   | 1926年（大正15年）6月30日  | 1926年（大正15年）7月1日   | 石川県属兼石川県視学 | 石川県地方事務官 |